# Ernest Gibson junior

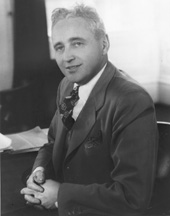
Ernest Gibson

Ernest William Gibson Jr. (* 6. März 1901 in Brattleboro, Vermont; † 4. November 1969 ebenda) war ein US-amerikanischer Politiker und von 1947 bis 1950 Gouverneur von Vermont. Außerdem vertrat er diesen Bundesstaat zwischen 1940 und 1941 im US-Senat.

## Frühe Jahre und politischer Aufstieg
Ernest Gibson Jr. war der Sohn von Ernest Gibson Sr., der zwischen 1933 und 1940 als Senator für Vermont im US-Kongress saß. Der jüngere Gibson besuchte die öffentlichen Schulen seiner Heimat und absolvierte im Jahr 1923 die Norwich University. Nach einem anschließenden Jurastudium an der George Washington University wurde er im Jahr 1926 als Rechtsanwalt zugelassen. Danach praktizierte er in seinem neuen Beruf in Brattleboro. Während seines Jurastudiums war er auch als Lehrer an der New York Military Academy in Cornwall tätig. Zwischen 1929 und 1933 war er Bezirksstaatsanwalt im Windham County. Von 1931 bis 1940 war er in der Verwaltung des Staatssenats angestellt; in den Jahren 1939 und 1940 war er auch Mitglied der Eisenbahnbesteuerungskommission (Railroad Tax Commission).

## US-Senator und Gouverneur von Vermont
Ernest Gibson war Mitglied der Republikanischen Partei. Nachdem sein Vater im Jahr 1940 im Amt des US-Senators verstorben war, wurde er zu dessen vorläufigem Nachfolger als Class-3-Senator ernannt. Dieses Amt übte er zwischen dem 24. Juni 1940 und dem 3. Januar 1941 aus. An diesem Tag übernahm George Aiken, der offiziell zum Senator gewählt worden war, dieses Mandat, das er nach einigen Wiederwahlen bis 1975 behalten sollte. Ernest Gibson junior hat sich selbst nie um einen Sitz im Kongress beworben.
Während des Zweiten Weltkrieges war Gibson als Oberst einer Reserveeinheit im Südpazifik eingesetzt. Im Jahr 1947 wurde er als Kandidat seiner Partei zum Gouverneur seines Staates gewählt. Dabei schlug in den Vorwahlen Amtsinhaber Mortimer R. Proctor. Gibson trat sein neues Amt am 9. Januar 1947 an. Zwei Jahre später wurde er von den Wählern Vermonts in diesem bestätigt. Gibson setzte sich für zahlreiche soziale und wirtschaftliche Reformen ein, vor allem im Gesundheitswesen und der Bildungspolitik. Damals wurde auch die Polizei des Staates neu gegliedert und einige Regierungsbehörden neu strukturiert. Nachdem er von US-Präsident Harry S. Truman zum Richter am Bundesbezirksgericht für den Distrikt Vermont ernannt worden war, trat Gibson am 16. Januar 1950 vom Amt des Gouverneurs zurück und Vizegouverneur Harold J. Arthur musste seine angebrochene Amtszeit beenden.

## Weiterer Lebenslauf
Ernest Gibson übte das Amt des Bundesrichters bis zu seinem Tod im Jahr 1969 aus. Er war zweimal verheiratet und hatte insgesamt vier Kinder. Sein Sohn Ernest diente im Zweiten Weltkrieg und war in Vermont ebenfalls als Richter und Politiker aktiv.